# Bandera de la Nación Chiquitana y Guaraya
La bandera de la Nación Chiquitana y Guaraya apareció a principios del año 2000 en las marchas reinvindicatorias de los indígenas de las regiones de la Chiquitania y Guarayos, para el reconocimiento de sus derechos a la tierra y a la cultura. No obstante no es reconocida por el Estado Boliviano, que adoptó como símbolo nacional a la wiphala; ni por la Gobernación de Santa Cruz, la cual adoptó como símbolo a la bandera de la flor de patujú.

## Diseño
Esta bandera está dividida en cuatro campos, dos verdes y dos rojos, opuestos diagonalmente, con una gruesa cruz amarilla en el medio, cubriendo parte de los cuatro, y con 6 estrellas blancas que representan las cinco provincias de Chiquitanía y una de Guaraya. Se considera que en tiempos de paz, la bandera chiquitana tiene la cruz del medio de color azul, pero en tiempos de guerra, la cruz tiene color amarillo.

## Colores
| Denominación | Rojo            | Verde           | Amarillo       | Blanco      |
| ------------ | --------------- | --------------- | -------------- | ----------- |
| Pantone      | 485             | 356             | Process Yellow | sin código  |
| RGB          | 191-4-17        | 0-121-52        | 254-238-0      | 255-255-255 |
| CMYK         | C0-M100-Y100-K0 | C100-M0-Y57-K53 | C0-M0-Y100-K0  | C0-M0-Y0-K0 |
| HEX          | #D52B1E         | #007934         | #F9E300        | #ffffff     |

## Historia

### Bandera del Departamento de Chiquitos y Guarayos
En 2006, la Organización Indígena Chiquitana (OICH) reclamó la creación del XIX departamento, junto al departamento "Chaco" en Bolivia.
El problema de la departamentización de la Chiquitanía surgió, al producirse disenso en la población de esa región sobre el proyecto autonómico del Departamento de Santa Cruz, y varias organizaciones indígenas se pronunciaron a favor de la creación de su propio departamento chiquitano, en el marco del Estado Boliviano. Es así que delegados de varios pueblos de las cinco provincias de Chiquitanía y de la de Guarayos, declararon ilegal el estatuto autonómico de Santa Cruz, declarándose escindidos del Departamento de Santa Cruz, pero incluidos en la nación Boliviana; buscando la creación de este nuevo departamento.